# Křivka S

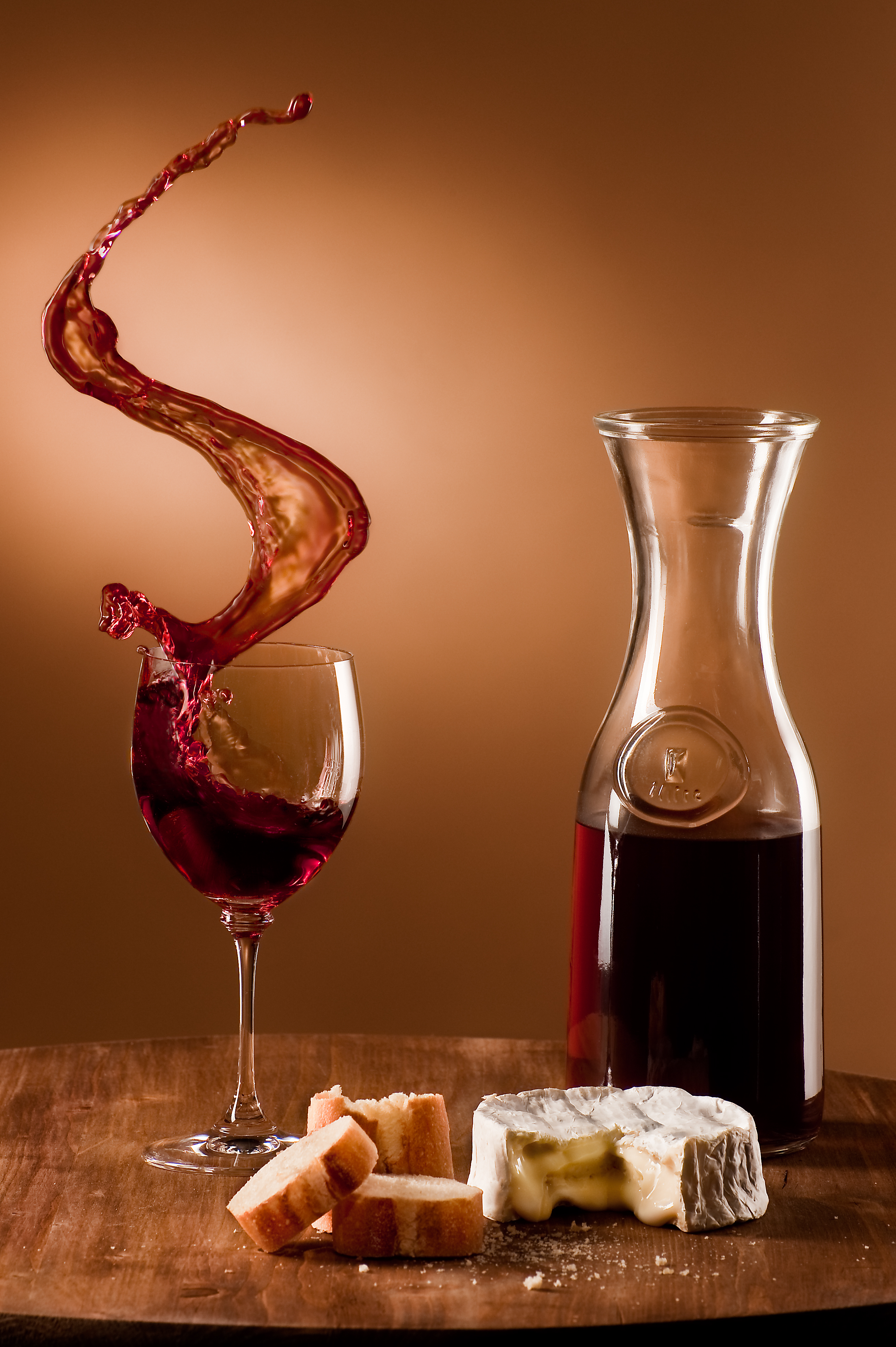
Studiová fotografie z ateliéru společnosti Studiocommunity

Křivka ve tvaru S, serpentinata se s oblibou používá v umělecké kompozici a je tradiční již od dob starověkého řeckého a románského umění. Tehdejší sochaři zobrazovali lidskou postavu tak, aby držení těla připomínalo vlnovku písmene "S". Přenesení váhy člověka a tím i jeho těžiště na jednu stranu se značuje jako kontrapost. Křivka S se využívá v různých oblastech umění, ať už se jedná o malbu, sochařství nebo fotografii.

## Popis
V obrazové kompozici je poměrně oblíbená a účinná. Spojením více "S" křivek vzniká vlnovka, působící měkce, příjemně, dojmem pohybu (vodní hladina, duny písku, obilí, okraj sukně, kytary, houslí apod.). Zakřivené linie by se neměly dotýkat okrajů snímku nebo obraz náhle opustit. V opačném případě by efekt působil rušivě. Zaoblené křivky se obvykle používají k vytvoření dynamiky a pocitu proudění v obraze. Jsou také zpravidla více esteticky příjemné, protože jsou spojovány s jemnějšími, ohebnými a měkkými věcmi. Ve srovnání s přímými liniemi, křivky poskytují větší dynamický vliv na obraz.

## Křivka S v malbě a sochařství
Příklad křivky S: serpentinata a kontrapost.

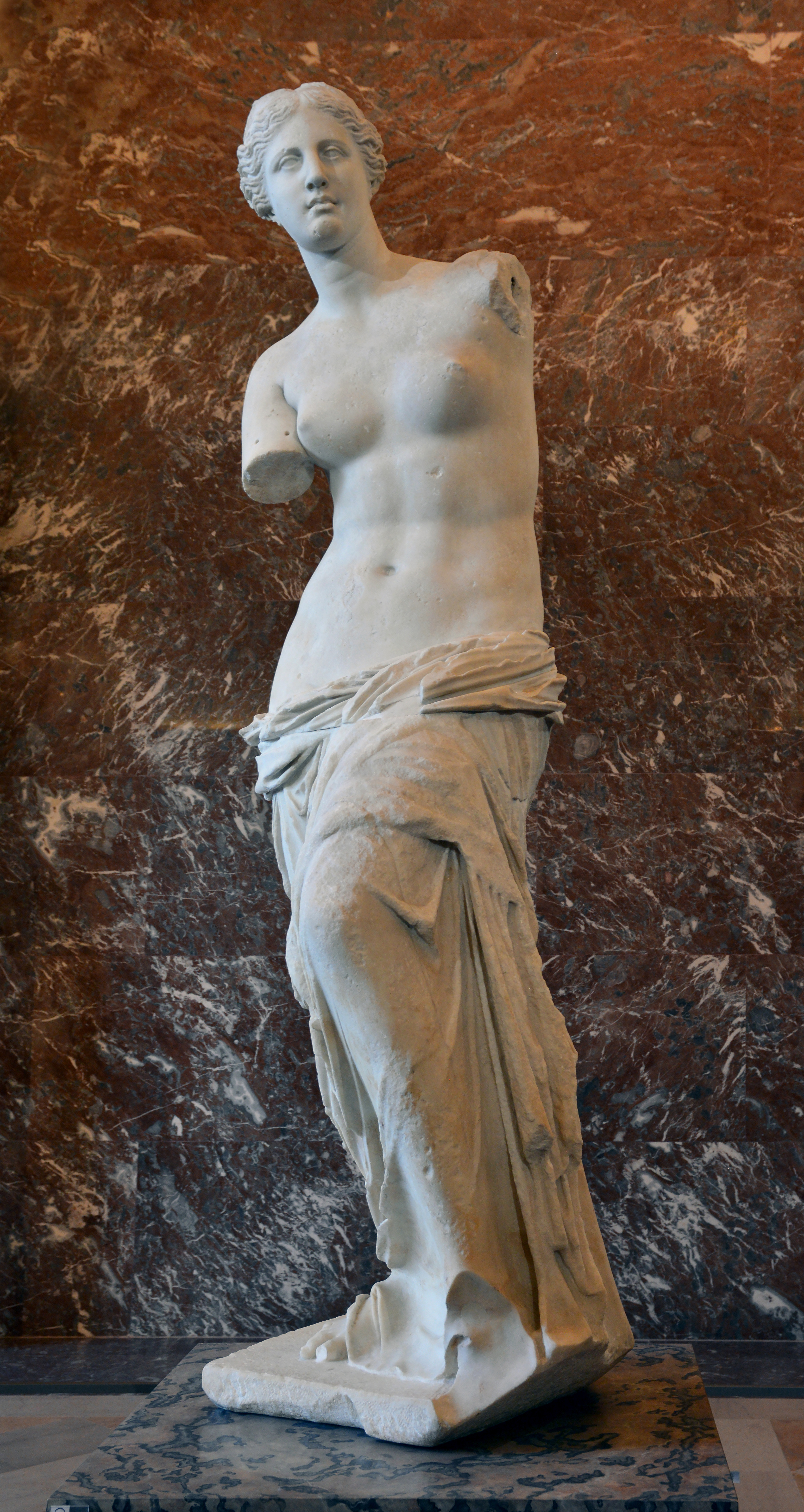
Venuše Mélská zobrazuje křivku S ve svých liniích těla
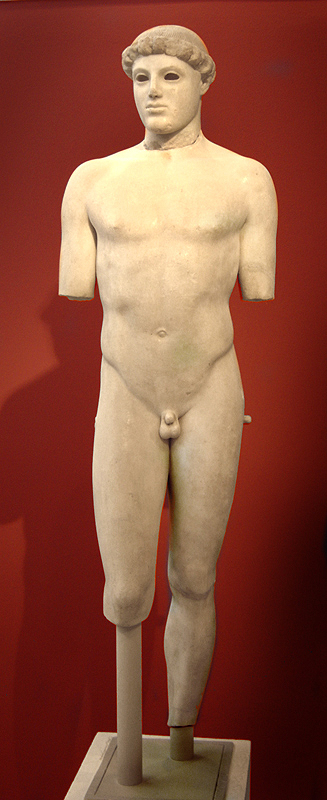
Kritiův jinoch, mírné přenesení váhy na jednu nohu, a tím i malé vybočení, se ve figurálním umění označuje jako kontrapost
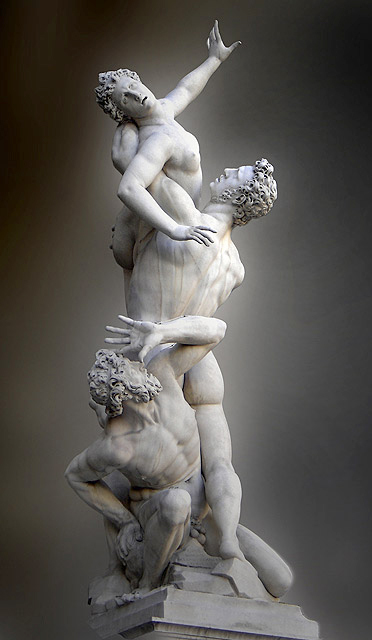
Giambologna: Únos Sabinek, 1574-82 ukazuje polohu figura serpentinata - přehnané kroucení těla s cílem poskytnout mu lehkost a dynamiku
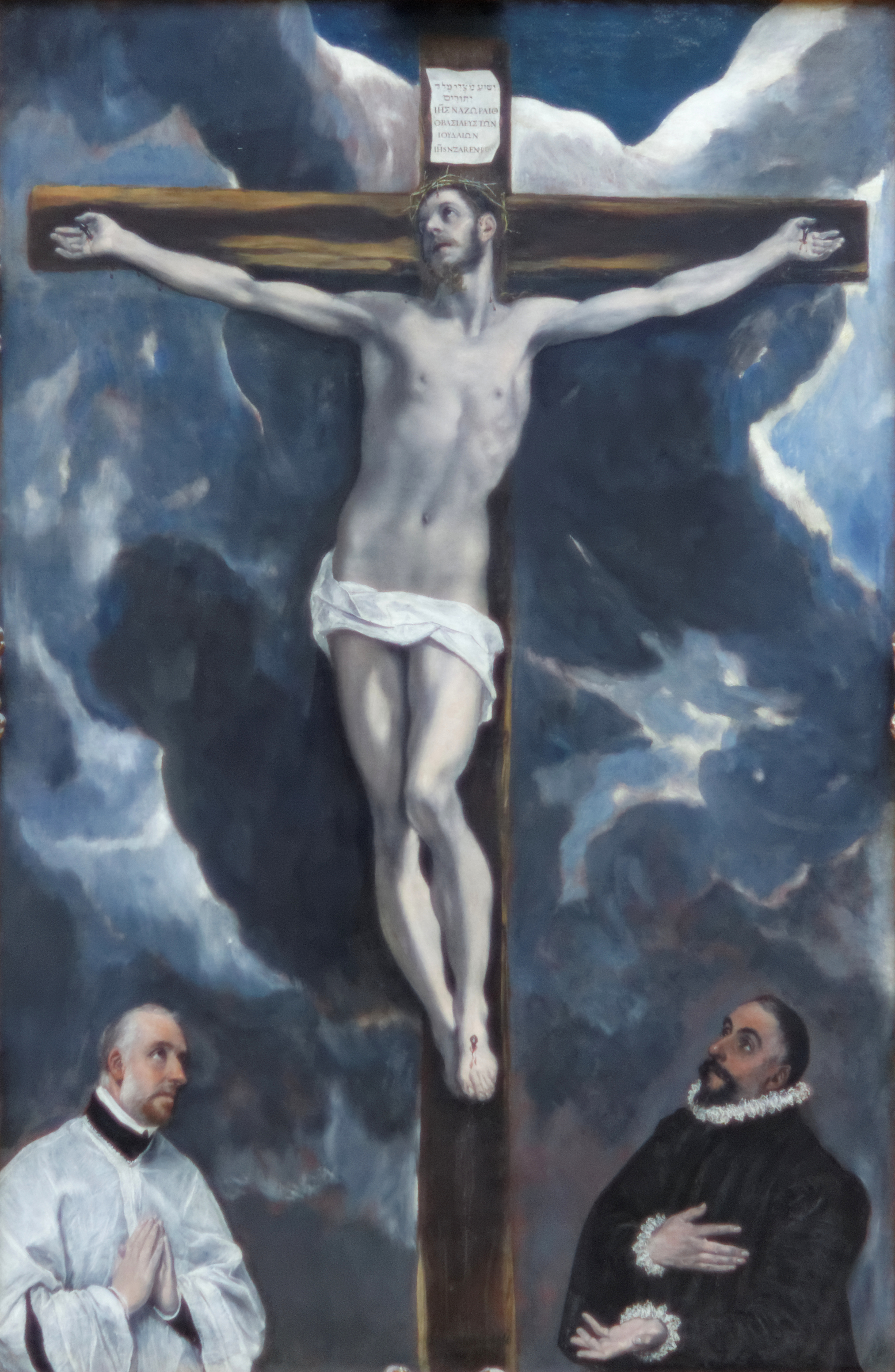
Kristus na kříži s několika křivkami S

## Křivka S ve fotografii

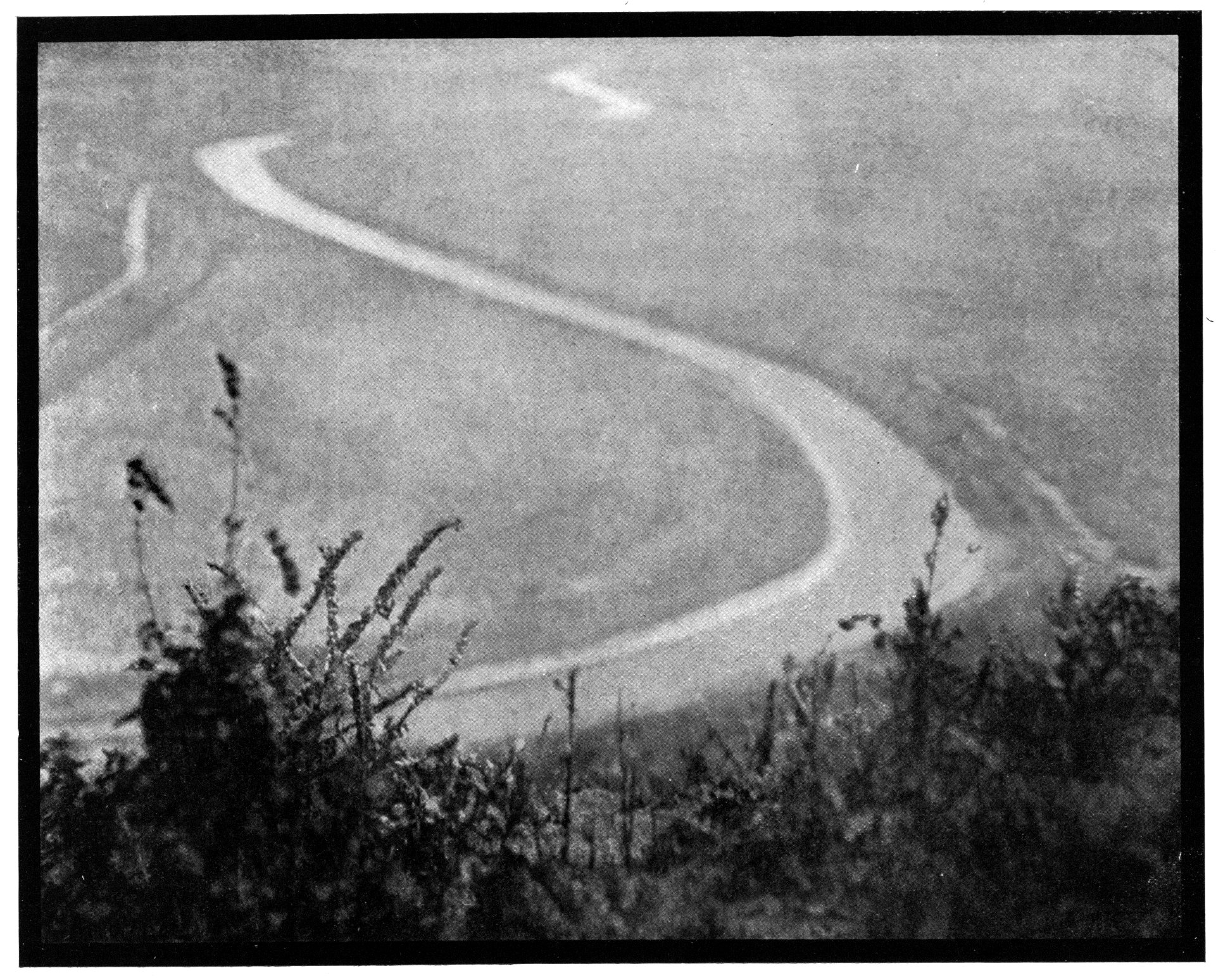
Malcolm Arbuthnot: Krajina s meandrující řekou v piktorialistickém stylu, před 1908
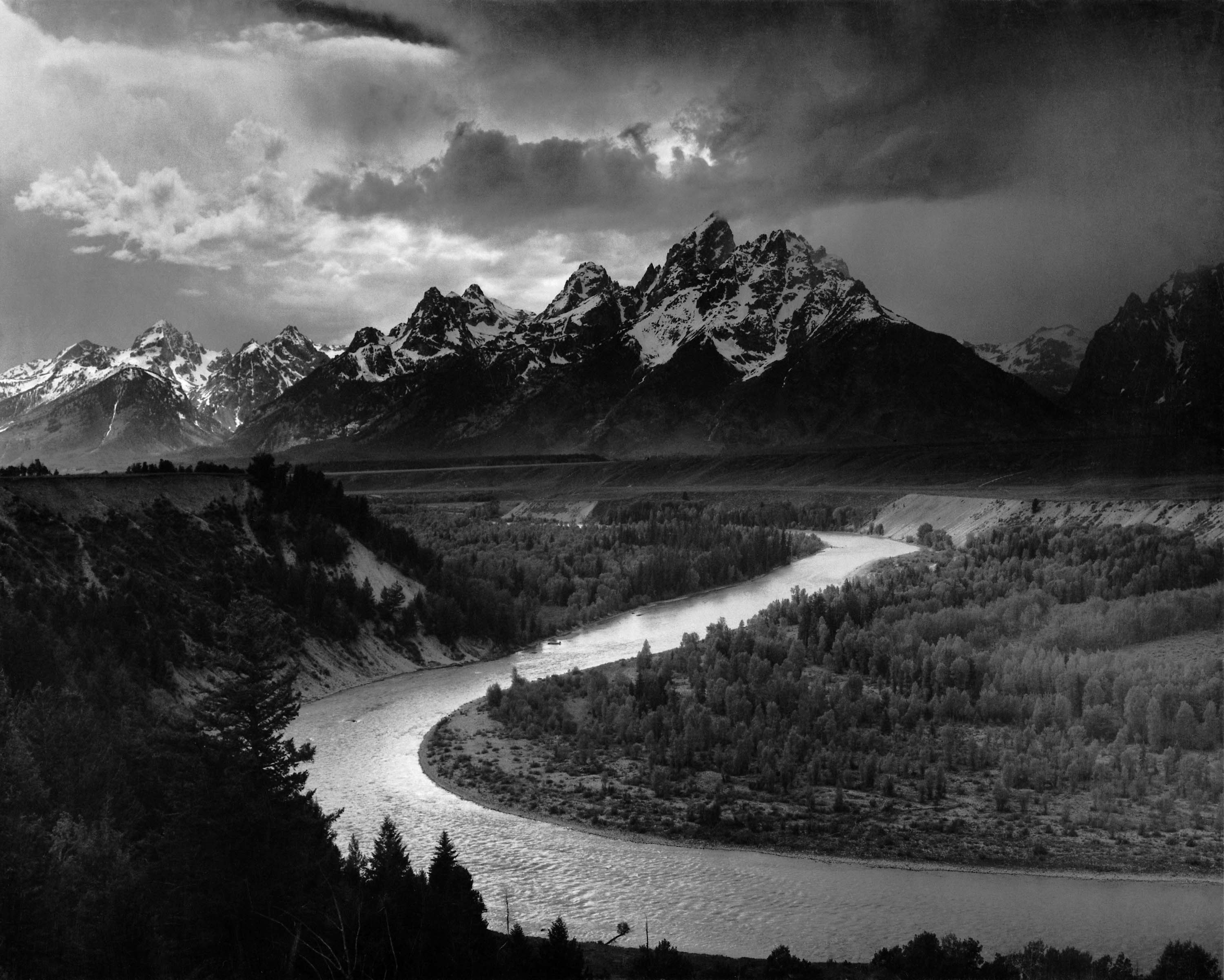
Ansel Adams: Tetonské hory a Hadí řeka, 1942, fotografie je jedním ze 115 obrázků, které jsou na zlaté desce Voyageru, uložených v sondách Voyager 1 a Voyager 2
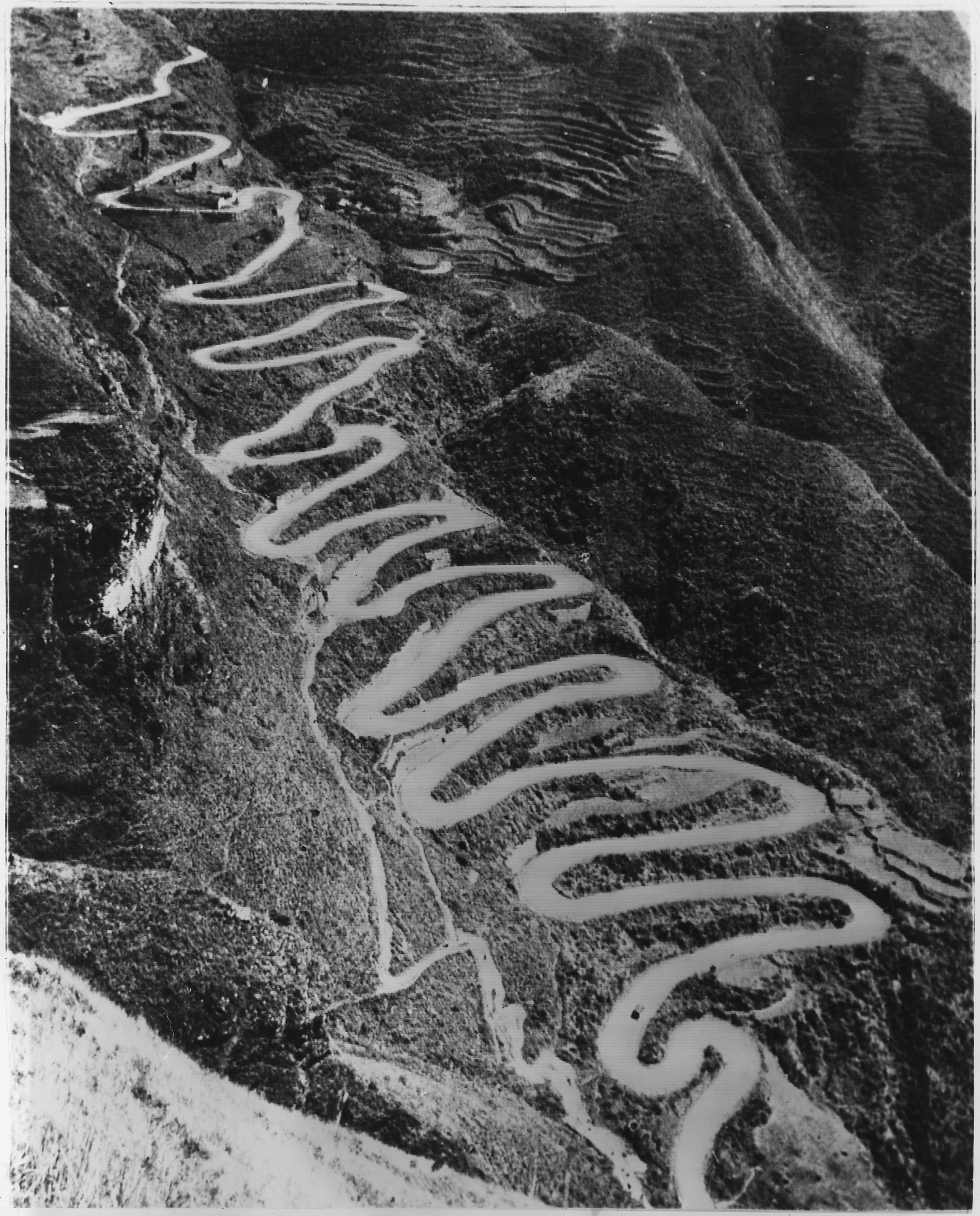
Pohled na "Burma Road", archiv NARA
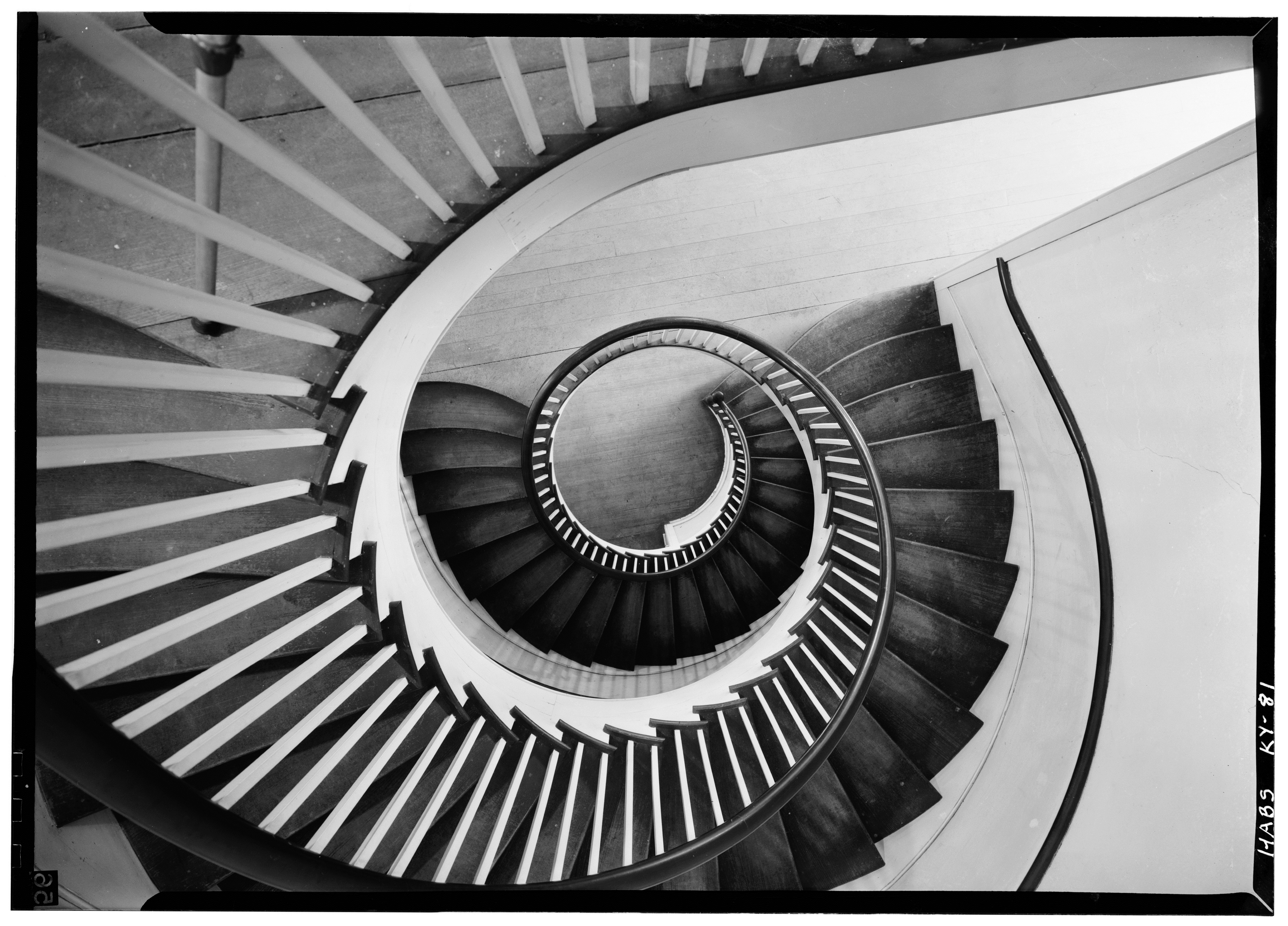
Jack E. Boucher: Schodiště společnosti Shaker Centre Family Trustees' Office, Pleasant Hill
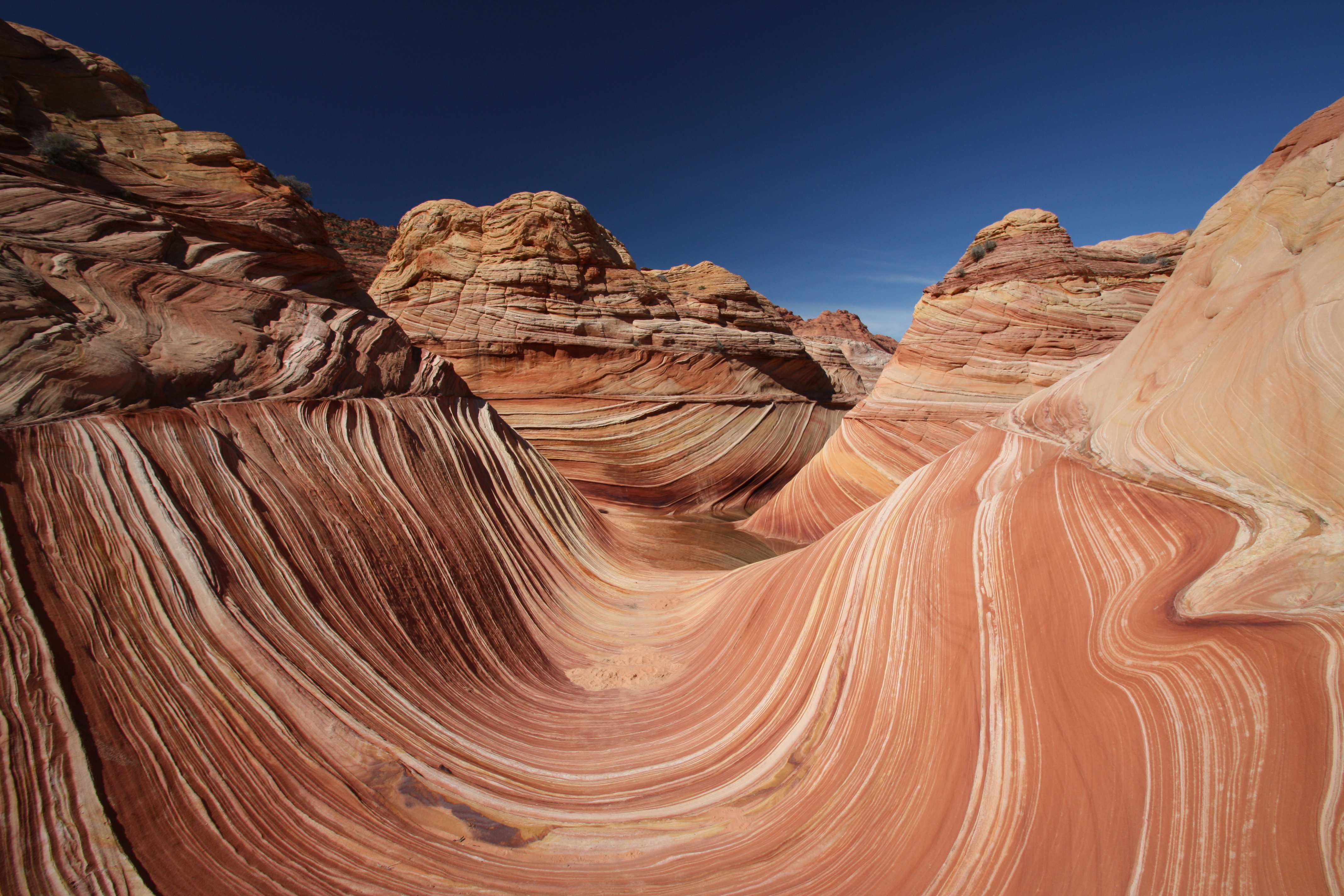
Zkamenělé písečné duny, Vermillion Cliffs Wilderness, North Coyote Buttes